# Emil Z. Svitzer
Emil Zeuthen Svitzer (9. juni 1805 i Reerslev Præstegård, Vestsjælland – 10. april 1886 i København) var en dansk bjergningsentreprenør og grundlægger af den Svitzerske Bjærgningsentreprise.
Svitzer blev født 1805 og var søn af sognepræst til Brøndbyvester og Brøndbyøster Jørgen Chr. Svitzer (død 7. juli 1844) og Susanne Kirstine f. Svitzer. Han uddannede sig til handelsmand og tog allerede 1829 borgerskab som tømmerhandler og grosserer i København. Hans forretning fik snart et stort omfang, men sejladsen fra Sverige og Norge med store ladninger var forbundet med megen risiko, og for at bøde derpå oprettede han så i 1833 sammen med styrmand Larsen en bjergningsentreprise. Denne lykkedes det ham at udvikle således, at den fik faste stationer på forskellige steder i de nordiske have og endogså en filial i Middelhavet. Forretningens ledelse overdrog han 1863 til sin stedsøn og svigersøn, medlem af Grosserersocietetets komité og Sø- og Handelsretten, etatsråd Hans Peter Johan Lyngbye (f. 15. juli 1834); den blev 1872 omdannet til et aktieselskab. Svitzer, der 1875 fik titel af etatsråd, Ridder af Dannebrog (1864) og Dannebrogsmand (1883), døde 1886.
Han var gift: 1. (1833) med Ida Sophie Suzette f. von Holstein (10. november 1813 – 16. august 1842), datter af kaptajn i Fodgarden, kammerjunker Carl Adolph von Holstein og Louise Magdalene f. Scheidmann; 2. gang (31. oktober 1849) med Ida Christine Lyngbye, f. Monrath (f. 7. december 1808 – 22. november 1893), datter af justitsråd, kontorchef Peter Holm Monrath og Agathe Petrea f. Schouboe og enke efter komponisten, kantor ved Vallø Hans Peter Johan Lyngbye (d.f 1834).
Han er begravet på Assistens Kirkegård.
Der findes et portrætmaleri af August Schiøtt (1865), en buste af Th. Stein (1883) og et litografi af Julius Rosenbaum (1883). Xylografi fra samme år og efter dette 1886. Fotografi af Jens Petersen.